# Pierre Belvès
Edmond Pierre Belvès est un illustrateur français (1909-1994). Son nom est associé dès les années 1940 à l'aventure des albums du Père Castor.

## Biographie
Il expose dès 1929 au Salon des humoristes deux toiles, Israël en folie et Le grand soir.

## Œuvre
Paul Faucher avait remarqué les dessins de Pierre Belvès, lecteur adolescent à l'Heure Joyeuse. Il sera pour le Père Castor l'illustrateur d'une cinquantaine d'albums, notamment du célèbre Roule galette de Natha Caputo, de Pauv'coco de Marie Colmont, du Petit poisson d'or de Rose Celli, ou du Vilain Petit Canard de Hans Christian Andersen. Son style, inspiré par les costumes folkloriques d'Europe centrale, a marqué l'imaginaire des enfants du troisième quart du XXe siècle. Ce n'est pas un hasard d'ailleurs s'il est chargé en 1947 dans la collection des Albums du Père Castor des albums à colorier sur le thème des céramiques populaires et des coiffes de France.
C'est à lui qu'en 1953 François Mathey, conservateur du musée des arts décoratifs de Paris, fait appel pour monter un service pédagogique. Naît ainsi l'« Atelier des moins de treize ans », qui a pris le nom d’« Ateliers du Carrousel » en 1989. Leur vocation reste d'« éveiller les facultés créatrices de chacun au contact des matières, des objets et des œuvres ». Ces ateliers accueillent chaque année près de 2 000 élèves (enfants à partir de quatre ans, adolescents, adultes) pour des activités de pratique artistique, de préparation d'études supérieures ou de formation professionnelle continue.
On retrouve la volonté de vulgarisation des pratiques artistiques qui animait Pierre Belvès dans des ouvrages comme Le monde merveilleux de l'art raconté aux jeunes (1968), Les yeux ouverts sur l'art (1972), ou 15 aventures de l'art (1973). Mon premier livre d'art, publié avec François Mathey, reste un documentaire sur l'art de référence.
Pierre Belvès fut également professeur de dessin au lycée Janson-de-Sailly à Paris.
Pierre Belvès a pris sa retraite en 1982.

## Œuvres

### Albums du Père Castor
- La Fête, Flammarion, Paris, 1941
- L'automne, Flammarion, Paris, 1944
- L'hiver, Flammarion, Paris, 1944
- Saint Nicolas, Flammarion, Paris, 1944
- Les Rois Mages, Flammarion, Paris, 1944
- Les Belles Poteries, Flammarion, Paris, 1946
- Le Plâtre, Flammarion, Paris, 1946
- Saints de Bois (à colorier), Album du Père Castor, Flammarion, Paris, 1946
- Bayard, Flammarion, Paris, 1947
- L'été, Flammarion, Paris, 1947
- Football, Flammarion, Paris, 1947
- Le Printemps, Flammarion, Paris, 1947
- Le Duc d'Aumale, Flammarion, Paris, 1947
- Jacques Cartier, Flammarion, Paris, 1947
- Jean Bart, Flammarion, Paris, 1947
- Saint François, Flammarion, Paris, 1947
- Le Carrousel du Roy, Flammarion, Paris, 1947
- Cendrillon, Flammarion, Paris, 1947
- Robinson Crusoe, Flammarion, Paris, 1947
- Art Paysan, Flammarion, Paris, 1947
- Céramiques populaires, Flammarion, Paris, 1947
- Faïences de France, Flammarion, Paris, 1947
- Statuettes de Porcelaine, Flammarion, Paris, 1947
- Coiffes de France, Flammarion, Paris, 1947
- Linogravure, Flammarion, Paris, 1947
- Découpage 1, Flammarion, Paris, 1948
- Découpage 2, Flammarion, Paris, 1948
- Découpage 3, Flammarion, Paris, 1948
- Découpage 4, Flammarion, Paris, 1948
- Châteaux-Forts, Flammarion, Paris, 1950
- Oiseaux, Flammarion, Paris, 1950
- Fables de La Fontaine, Flammarion, Paris, 1950
- Tour du Monde, Flammarion, Paris, 1950
- Cartogravure, Flammarion, Paris, 1950
- Roulegalette, Flammarion, Paris, 1950
- Imagier no 3 - Chez Nous, Flammarion, Paris, 1952
- Imagier no 5 - Au jardin, Flammarion, Paris, 1952
- Imagier no 6 - À la Campagne, Flammarion, Paris, 1952
- Imagier no 8 - Jeux et plaisirs, Flammarion, Paris, 1952
- Premiers Coloriages, Flammarion, Paris, 1952
- Le Cirque, Flammarion, Paris, 1953
- Les Métiers, Flammarion, Paris, 1953
- La Moitié de Poulet, Flammarion, Paris, 1953
- Le Roi qui ne pouvait pas éternuer, Flammarion, Paris, 1953
- Le Golf sur Table, Flammarion, Paris, 1954
- Les Lettres de mon moulin, Flammarion 1954
- Le Chat Botté, Flammarion, Paris, 1955
- Histoire du Balai Fleuri, Flammarion, Paris, 1956
- Le Petit Poisson d'or, Flammarion, Paris, 1956
- Le Vilain Petit Canard, Flammarion, Paris, 1959
- Pauv' Coco, Flammarion, Paris, 1960
- Le Tigre en bois, Flammarion, Paris, 1961
- Tout en soie, Flammarion, Paris, 1961
- Tartarin de Tarascon, Flammarion,1961

### Autres
- La vie des moulins. Association nationale de la Meunerie française. Paris, Édition Jacqueline Lallemand, 1954, 48 p.
- Petite histoire de la construction. Syndicat national des fabricants de ciments et chaux hydrauliques. Paris, Éditeur Jacqueline Lallemand, 1958, 48 p.
- À la découverte du butane et du propane, Paris, Jacqueline Lallemand Éditeur, 1963, 32 p.